# Leptocera fulva
Leptocera fulva är en tvåvingeart som först beskrevs av Malloch 1912.  Leptocera fulva ingår i släktet Leptocera och familjen hoppflugor. Inga underarter finns listade i Catalogue of Life.